# Harvey Hart
Pour les articles homonymes, voir Hart.
Harvey Hart est un réalisateur américain né le 30 août 1928 à New York et mort le 18 octobre 1989 à New York.

## Filmographie

### Cinéma
- 1965 : Bus Riley's Back in Town
- 1965 : La Créature des ténèbres (Dark Intruder)
- 1965 : Fièvre sur la ville (Bus Riley's Back in Town)
- 1968 : Fureur à la plage (The Sweet Ride)
- 1971 : Fortune and Men's Eyes
- 1972 : Mahoney's Estate
- 1973 : La Lunule (The Pyx)
- 1976 : Tir à vue (en) (Shoot)
- 1976 : Goldenrod
- 1981 : Utilities
- 1981 : The High Country
- 1983 : Getting Even
- 1984 : The Party Animal

### Télévision

#### Séries télévisées
- 1974 : Columbo : Entre le crépuscule et l'aube (By Dawn´s Early Light)
- 1975 : Columbo : État d'esprit (A Deadly State of Mind)
- 1975 : Columbo : La Femme oubliée (Forgotten Lady)
- 1976 : Columbo : Tout n'est qu'illusion (Now You See Him…)
- 1981 : À l'est d'Éden (East of Eden)

#### Téléfilms
- 1967 : Sullivan's Empire
- 1969 : The Young Lawyers
- 1974 : Can Ellen Be Saved?
- 1974 : Murder or Mercy
- 1974 : Mr. and Mrs. Cop
- 1974 : Panic on the 5:22
- 1976 : Street Killing
- 1977 : The City
- 1977 : The Prince of Central Park
- 1977 : Capitaines courageux (Captains Courageous)
- 1978 : Standing Tall
- 1979 : Like Normal People
- 1980 : The Starlost: The Beginning
- 1980 : Le Cauchemar aux yeux verts (The Aliens Are Coming)
- 1982 : This Is Kate Bennett...
- 1982 : Massarati and the Brain (en)
- 1982 : Born Beautiful
- 1985 : Reckless Disregard
- 1986 : Murder Sees the Light
- 1986 : Les Reines de la nuit (Beverly Hills Madam)
- 1987 : Stone Fox
- 1989 : Dick Francis : Blood Sport
- 1989 : Passion and Paradise (en)